# Зверева
Зверева (на английски: Zvereva) е ударен кратер разположен на планетата Венера. Той е с диаметър 22,9 km, и е кръстен на Лидия Зверева – рускиня пилот.